# Florence Grove
Florence Grove is een rijksmonument in Baarn in de provincie Utrecht. 
De villa aan  de Prins Bernhardlaan werd in 1887-1888 gebouwd door aannemer W. van Doornik voor directeur J. Hartsen van de Baarnse gasfabriek. In 1907 is het gebouw van binnen flink verbouwd en er werd aan de achterzijde een deel aangebouwd. De villa droeg toen de naam villa Alma. De ingang die oorspronkelijk aan de voorkant zat, werd nu verplaatst naar de linkerzijde. Het gebouw op nummer 5 was het vroegere gastenverblijf. Het balkon en de ver uitstekende topgevels hebben rijk versierd houtwerk. Het geeft de villa een chaletachtig uiterlijk, maar er zijn ook Chinese en Japanse motieven gebruikt.